# Орта, Сильвио
Сильвио Алехандро Орта (англ. Silvio Alejandro Horta; 14 августа 1974, Майами, Флорида, США — 7 января 2020, там же) — американский сценарист и продюсер.

## Биография
Сильвио Орта родился 14 августа 1974 года в Майами, Флорида, США в семье кубинских американцев. В возрасте 19 лет он совершил перед близкими каминг-аут как гей.
Изучал кино в Школе искусств Тиш Нью-Йоркского университета. В 1998 году по сценарию 23-летнего Орты был снят триллер «Городские легенды». Фильм пользовался успехом в прокате и через два года получил сиквел. В первой половине 2000-х Сильвио Орта создал научно-фантастические сериалы «Хроника» для канала Sci Fi и «Джейк 2.0» для UPN, продержавшиеся в эфире по одному сезону. Наибольший успех Орте принёс драмеди-сериал «Дурнушка», разработанный им на основе популярной колумбийской теленовеллы. Шоу выходило в эфир ABC 4 года и завоевало множество наград, включая «Золотой глобус» за лучший комедийный сериал в 2007. Сам Хорта удостоился премии Гильдии сценаристов США, ALMA и NAACP Image Award, а также получил номинацию на «Эмми».
7 января 2020 года Орта был найден мёртвым в номере отеля Майами. Как сообщил Variety, он умер от огнестрельного ранения, нанесённого самому себе.

## Фильмография
| Год         | Название            | Примечание                                     |
| ----------- | ------------------- | ---------------------------------------------- |
| 1998        | Городские легенды   | сценарист                                      |
| 2000        | Городские легенды 2 | сценарист                                      |
| 2001 — 2002 | Хроника             | автор идеи, сценарист, исполнительный продюсер |
| 2003 — 2004 | Джейк 2.0           | автор идеи, сценарист, исполнительный продюсер |
| 2006 — 2010 | Дурнушка            | автор идеи, сценарист, исполнительный продюсер |
| 2020        | Долина соблазна     | консультант                                    |

## Награды и номинации
| Год  | Премия                         | Категория                            | Работа   | Результат |
| ---- | ------------------------------ | ------------------------------------ | -------- | --------- |
| 2007 | Эмми                           | Лучший комедийный сериал             | Дурнушка | Номинация |
| 2007 | ALMA                           | Лучший сценарий в телесериале        | Дурнушка | Победа    |
| 2007 | Gold Derby Awards              | Комедийный эпизод года               | Дурнушка | Номинация |
| 2007 | NAACP Image Award              | Лучший сценарий в комедийном сериале | Дурнушка | Победа    |
| 2007 | Премия Гильдии сценаристов США | Новый сериал                         | Дурнушка | Победа    |
| 2008 | ALMA                           | Лучший сценарий в телесериале        | Дурнушка | Номинация |
| 2008 | NAACP Image Award              | Лучший сценарий в комедийном сериале | Дурнушка | Номинация |
| 2008 | Премия Гильдии продюсеров США  | Лучший продюсер в комедийном сериале | Дурнушка | Номинация |